# Кожемякин, Дмитрий Сергеевич
Дми́трий Серге́евич Кожемя́кин (30 апреля 1977, Ульяновск — 1 марта 2000, высота 776, Чечня) — российский офицер Воздушно-десантных войск, гвардии лейтенант (1999), командир разведывательного взвода 175-й отдельной разведывательной роты 76-й гвардейской воздушно-десантной Черниговской Краснознамённой дивизии, Герой Российской Федерации (12.03.2000, посмертно).

## Биография
Родился 30 апреля 1977 года в городе Ульяновске в семье военнослужащего, по национальности русский. В 1994 году окончил Санкт-Петербургское суворовское военное училище, а в 1999 году — Рязанский институт воздушно-десантных войск имени генерала армии В. Ф. Маргелова. Затем был направлен для дальнейшего прохождения службы на должность командира разведвзвода в 175-ю отдельную роту разведки 76-й гвардейской воздушно-десантной дивизии, расквартированную в городе Пскове. Был женат на Кожемякиной Елене Михайловне из города Рязани.
В сентябре-октябре 1999 года находился в краткосрочной командировке в зоне боевых действий в Дагестане и в Чечне, будучи старшим группы охраны командира 76 гв. вдд генерал-майора С. Семенюты. В конце января 2000 года прибыл в Чеченскую республику во главе своего взвода.

### Подвиг
29 февраля 2000 года взвод гвардии лейтенанта Д. С. Кожемякина вёл разведку в районе восточного склона горы Истыкорт, обеспечивая выдвижение 6-й парашютно-десантной роты для занятия господствующих высот. Обнаружив передовую группу противника, 6-я парашютно-десантная рота вступила с ней в бой. В это время гвардии лейтенант Д. С. Кожемякин вместе с подчинёнными скрытно обошёл боевиков и огнём поддержал действия роты. Противник, подтянув основные силы и создав многократное превосходство, потеснил десантников, в связи с чем 6-я парашютно-десантная рота была вынуждена закрепиться на высоте 776,0.
Боевики попытались окружить псковских десантников. Разведчики Дмитрия Кожемякина быстрыми и решительными действиями пресекли эту попытку. Во время перестрелки гвардии лейтенант Д. С. Кожемякин получил ранение, но остался в строю.
Утром следующего дня, 1 марта 2000 года, боевики возобновили штурм высоты 776,0. В начале боя гвардии лейтенант Дмитрий Сергеевич Кожемякин поспешил на помощь раненому десантнику, гвардии младшему сержанту Хаматову Евгению Камилевичу, дабы вынести его из-под обстрела. В это время боевики подтянули свои силы и окружили Дмитрия с целью взять в плен. Но ничего у них не вышло – Дмитрий достал нож и убил нескольких боевиков в рукопашной схватке. Поняв, что десантника в плен взять не удастся, боевики пустили в ход автоматы. Дмитрий Сергеевич Кожемякин погиб, сражаясь врукопашную против толпы.

## Награды
Указом Президента Российской Федерации № 484 от 12 марта 2000 года за мужество и отвагу, проявленные при ликвидации незаконных вооружённых формирований в Северо-Кавказском регионе, гвардии лейтенанту Дмитрию Сергеевичу Кожемякину присвоено звание Героя Российской Федерации (посмертно).

## Память
- Похоронен с воинскими почестями на Аллее Героев (Пограничный участок) Серафимовского кладбища Санкт-Петербурга.
- Отрывок из книги "Твои Герои" (отрывок из главы, посвящённой Герою России Дмитрию Кожемякину). О солдатах и офицерах разведдозора 6 роты, погибшей в Чечне 1 марта 2000 года в районе высоты 776, рассказывает отец Д.С. Кожемякина – Сергей Иванович Кожемякин. Автор: Раян Фарукшин, текст читает Сергей Кротов.
- Именем Д. С. Кожемякина названа улица в городе Сертолово Ленинградской области, где проживал Герой и продолжает проживать его семья.
- Именем Героя в Ульяновске названа средняя общеобразовательная школа № 48 (в которой учился Дмитрий); часть Амурской улицы переименована в проезд Д. С. Кожемякина.
- 5 ноября 2020 года с воинскими почестями был открыт памятник Герою в городе Сертолово Ленинградской области[3].
- 9 декабря 2020 года на территории Ивановского детского дома имени Александра Матросова в Ульяновском районе Ульяновской области установлен памятник.
- Решением Ульяновской Городской Думы Д. С. Кожемякину присвоено звание «Почётный гражданин города Ульяновска»[4].
- Именем Героя России Д. С. Кожемякина в 2022 году назван электропоезд ЭТ2М-101, курсирующий по маршруту Санкт-Петербург – Выборг на Октябрьской железной дороге[5].

## Похищение награды
В конце декабря 2013 года Золотая Звезда Героя была похищена в посёлке Бугры Ленинградской области в результате ограбления квартиры близких Кожемякина. Информации о раскрытии этого преступления не обнаружено.